# Paun Rohowej
Paun Aurełowycz Rohowej, ukr. Паун Аурелович Роговей (ur. 26 października 1970 w obwodzie czerniowieckim) – ukraiński dyplomata, który od 2020 roku służy jako chargé d’affaires ambasady Ukrainy w Rumunii.
Z wykształcenia jest historykiem. Posługuje się biegle językiem rumuńskim. Od 1999 roku pracuje w dyplomacji ukraińskiej, przez wiele lat pracował w ambasadzie w Rumunii (2000–2004, 2006–2010 i od 2017 roku) oraz w ambasadzie w Mołdawii (2012–2017).